# Атлегач
Атлега́ч (рос. Атлегач, башк. Атлығас) — село у складі Янаульського району Башкортостану, Росія. Входить до складу Іжболдінської сільської ради.
Населення — 398 осіб (2010; 317 у 2002).
Національний склад:
- марійці — 94 %